# Onthophagus schoolmeestersi
Onthophagus schoolmeestersi es una especie de insecto del género Onthophagus, familia Scarabaeidae, orden Coleoptera.

Fue descrita científicamente por Ochi & Kon en 2007.